# Кривељ
Кривељ је приградско насељено место града Бора у Борском округу, налази се на око 7 км северно од Бора са којим је повезан асфалтним путем. Кроз Кривељ пролази пут према борским селима Бучје и Горњане као и планинама Велики и Мали Крш и Стол. Јужним и југозападним делом атара Кривељ пролази железничка пруга Бор-Мајданпек. Према попису из 2022. било је 754 становника (према попису из 2011. било је 1.052 становника).
Овде се налазила Вила рустика у Кривељу.

## Географија
Центар села се налази у долини Кривељске реке коју зову још и Ваља маре (влашки: Велика река), и која протиче кроз центар насеља а настаје од потока: Црвена, Сакаштица, Церова, Ујова, Бањица и Сарака. Суседна места су са севера Бучје и Горњане, са запада Влаоле (општина Мајданпек), Лазница и Жагубица, са југа Бор и Брестовац и са истока Оштрељ.
Сам центар насеља је збијено али је насеље изван тога разбијено на засеоке са центром и више реона ("котуна") од којих су најпознатији: Лукова, Сарака, Царево село, Бањица, Брезоник, Баре, Пјатра Кривељ (Кривељски камен), Субовац, Тилва Мика (Мало брдо), Шерет, Ваља Маре (Велика река) Церово, Дубока, Дренова, Црвена, Сакашчица, Краку Бугареску.
Површина насеља је 9921 ха, надморска висина се креће од 320 до преко 650 мнв а уздуж насеља око 20 км се протежу околна брда веће надморске висине а посебно се са северне стране истиче венац планине Велики Крш који је преко 1000 мнв а на највишем делу је висок 1148 мнв.

## Историја
Кривељ је према писаним изворима добио име по једном високом брду, Кривељском камену, који полако нестаје обзиром да се на њему експлоатише камен још од доба настанка Борског рудника и да је ту и дан данас каменолом. На Кривељском камену је постојало праисторијско насеље површине око 0,6 ха, на врху стеновитог данас још активног каменолома. Откривени су на овом месту налази керамике из позног енеолита (позна Коцофени-Костолац култура) и закључује се да је било вероватно настањено и током средњег бронзаног доба. .
Засеоци Брезоник и Церово су добили име по истоименој речици.
У Кривељу и околини је евидентирано више праисторијских и каснијих налазишта што говори о томе да се још у праисторијском времену овде интензивно живело и наставио живот континуирано кроз епохе до данашњих дана. Налазишта су из периода од позног енеолита, прелазног периода из бронзаног у гвоздено доба или старијег гвозденог доба, средњег односно позног бронзаног доба, позног енеолита, старијег и млађег гвозденог доба.
Налазишта су идентификована током археолошких истраживања Музеја Рударства и металургије у Бору на локалитетима: Источно од старог гробља, локалитет приватног имања Б.Николића и Д.Бугарског, локалитет Кривељски камен - бунар, Кривељски Крш - 640 мнв, локалитет Старо гробље, 330 мнв на левој речној тераси Кривељске реке, испод античке виле рустике, се налазило насеље из периода старијег и млађег гвозденог доба (Басараби и латенска култура), локалитет Чока лу Балаш, 520 мнв, вишеслојно градинско насеље око 0,075 хектара површине, налази се неколико метара изнад Кривељског потока у близини Кривељског камена и локалитет Чока Морминц. Откривени налази су из времена старијег енеолита (Бубањ-Салкуца-Криводол комплекс), затим развијеног/позног енеолита (Коцофени-Костолац култура), као и из млађег гвозденог доба (латенска култура).,
Из Латенског периода такође су присутни налази на локалитету Старо гробље, које је уништено рударским копом Велики Кривељ, а односе се на нађену керамику, дубоке посуде и коничне зделе рађене на витлу као и ручно рађено посуђе. Из тог периода је евидентирана и Вила рустика на локалитету Старо гробље која је током ширења рудника уништена. У њој је пронађена фигура "Венера са јабуком" (у неким интерпретацијама се може наћи погрешно тумачење да се ради о скулптури "Дијана са јабуком") која је изложена у Музеју Рударства и металургије у Бору.
Према уредби Кнеза Милоша о ушоравању насеља, село Мали Кривељ које је од садашњег центра села удаљено око 6 км, је ушорено и формирано као насеље под именом Кривељ од 1838. године.
Основна школа у Кривељу је формирана 1852. године. Према попису из 1866. године, у Кривељу је од 2032 становника писмених било 37, док је у Бору 9 писмених од 563 становника. А према попису из 1890. године у Кривељу је од 2631 становника писмених било 169, док је у Бору било 32 писмених од 705 становника. У другом извору је забележено да је основна школа започела са радом 1858. године и да је радила као четворогодишња до 1952. године када је прерасла у осмогодишњу. Четвороразредна школа у засеоку Мали Кривељ започела је са радом 1932. године.
Зидање цркве Свете Тројице у Кривељу је трајало од 1869. године па до 1881, а можда и до 1889. године.
Највероватније је црква завршена 1889 године, обзиром да на печату којим је запечаћен св. Престо стоји 1889. година, што је доказ да је св Престо освећен те године.
Указом краља од 5. марта 1910. године насеље је добило статус варошице.
У спомен палим ратницима у ратовима 1912-1919. године, у порти цркве у центру села поред пута за Горњане подигнута је чесма и четворострана пирамида од црног шведског гранита коју наткриљује орао. На странама пирамиде исклесана су 222 имена погинулих или умрлих мештана из Кривеља.
Мештани су се раније бавили подједнако земљорадњом и сточарством. производили су жито, вуну и сир. Било је сељака мајстора: дунђера, зидара, дрводеља, ковача, колара и столара, дућанџија и трговаца који су трговали стоком и житом.
У селу је било и неколико воденица, ваљарица за сукно, а било је и 6 пивница покрај тадашњих винограда.
Близу Кривеља на око 2 сата хода на запад од села на путу за Хомоље Хајдук Вељко је изградио свој шанац и ту поставио извесног Петра Ђорђевића Џоду.
У атару Кривеља забележена су још раније рудна налазишта оловне, бакарне руде и кристаластог гипса.
Међу првим писаним изворима, односно пописима Видинског санџака из 1455. године и 1560. године помињу се подаци о појединим реонима Кривеља: Церово (Церова, 1560. године 6 кућа), Бањица (Извор Бањица: 1466. године 5 кућа, а 1560. године 10 кућа), Царево Село (Царева сена, 8 кућа 1560. године) и др.
Према попису из 1852. године у Кривељу је било 478 пореских глава.

## Кривељ данас
У селу ради месна канцеларија, пошта, више продавница, повремено сеоска амбуланта, основна школа "Ђура Јакшић" са модерном фискултурном салом а у селу такође постоји и пензионерски клуб и дом културе.
Претежна делатност мештана је рад у рудницима и површинским коповима раније РТБ-а Бор, данас већинског власника, кинеске компаније Зиђин.
У окружењу се налазе два активна рудника са површинским коповима, флотацијама и пратећим погонима Велики Кривељ и Церово која се шире. Ту је такође и каменолом Кривељски камен, а у околини се настављају истражни радови у Брезонику и у околини, тако да се и поред, не много давно изграђеног насеља Кривељска Бањица и у то време пресељења једног броја домаћинстава у ново насеље Кривељска Бањица и у Шарбановац - насеље Тимок, у последње време озбиљно разматрају варијанте за комплетно исељење целог насеља, али још увек решења за нову локацију нису дефинитивно утврђена.

## Демографија
Према попису из 2022. у Горњану живи 754 становника што је за 298 мање (-28,33%) у односу на попис из 2011. када је било 1.052 становника. У насељу има 667 пунолетних становника, а просечна старост становништва износи 50,08 година (49,45 код мушкараца и 50,70 код жена).
Према подацима пописа из 2022. у насељу има 318 домаћинства, а просечан број чланова по домаћинству је 2,37, а према попису из 2002. у насељу има 469 домаћинстава, а просечан број чланова по домаћинству је 2,81.
Становништво у овом насељу веома је нехомогено, а у последња три пописа, примећен је пад у броју становника.
|             | \| Демографија[10] \| Демографија[10] \| Демографија[10] \| \| Година \| Становника \| Становника \| \| --------------- \| --------------- \| --------------- \| \| 1948. \| 2.856 \| \| \| 1953. \| 2.741 \| \| \| 1961. \| 2.858 \| \| \| 1971. \| 3.137 \| \| \| 1981. \| 2.026 \| \| \| 1991. \| 1.586 \| 1.562 \| \| 2002. \| 1.316 \| 1.341 \| \| 2011. \| 1.052 \| \| \| 2022. \| 754 \| \| |            |
| Демографија | |            |
| Година      | Становника | Становника |
| 1948.       | 2.856 |            |
| 1953.       | 2.741 |            |
| 1961.       | 2.858 |            |
| 1971.       | 3.137 |            |
| 1981.       | 2.026 |            |
| 1991.       | 1.586 | 1.562      |
| 2002.       | 1.316 | 1.341      |
| 2011.       | 1.052 |            |
| 2022.       | 754 |            |

| Етнички састав према попису из 2002.‍ | Етнички састав према попису из 2002.‍ | Етнички састав према попису из 2002.‍ | Етнички састав према попису из 2002.‍ | Етнички састав према попису из 2002.‍ |
| ------------------------------------ | ------------------------------------ | ------------------------------------ | ------------------------------------ | ------------------------------------ |
|                                      |                                      |                                      |                                      |                                      |
| Власи                                | Власи                                |                                      | 779                                  | 59,19%                               |
| Срби                                 | Срби                                 |                                      | 466                                  | 35,41%                               |
| Југословени                          | Југословени                          |                                      | 11                                   | 0,83%                                |
| Румуни                               | Румуни                               |                                      | 7                                    | 0,53%                                |
| Украјинци                            | Украјинци                            |                                      | 1                                    | 0,07%                                |
| Руси                                 | Руси                                 |                                      | 1                                    | 0,07%                                |
| Роми                                 | Роми                                 |                                      | 1                                    | 0,07%                                |
| Македонци                            | Македонци                            |                                      | 1                                    | 0,07%                                |
| непознато                            | непознато                            |                                      | 9                                    | 0,68%                                |

| Година пописа     | 1948. | 1953. | 1961. | 1971. | 1981. | 1991. | 2002. |
| ----------------- | ----- | ----- | ----- | ----- | ----- | ----- | ----- |
| Број домаћинстава | 630   | 627   | 719   | 790   | 588   | 511   | 469   |

| Број чланова      | 1   | 2   | 3  | 4  | 5  | 6  | 7 | 8 | 9 | 10 и више | Просек |
| ----------------- | --- | --- | -- | -- | -- | -- | - | - | - | --------- | ------ |
| Број домаћинстава | 117 | 136 | 78 | 52 | 45 | 31 | 6 | 4 | 0 | 0         | 2,81   |

| Пол    | Укупно | Неожењен/Неудата | Ожењен/Удата | Удовац/Удовица | Разведен/Разведена | Непознато |
| ------ | ------ | ---------------- | ------------ | -------------- | ------------------ | --------- |
| Мушки  | 550    | 119              | 354          | 38             | 38                 | 1         |
| Женски | 607    | 102              | 350          | 124            | 30                 | 1         |
| УКУПНО | 1.157  | 221              | 704          | 162            | 68                 | 2         |

| Пол    | Укупно                    | Пољопривреда, лов и шумарство | Рибарство                            | Вађење руде и камена | Прерађивачка индустрија       |
| ------ | ------------------------- | ----------------------------- | ------------------------------------ | -------------------- | ----------------------------- |
| Мушки  | 222                       | 7                             | 0                                    | 104                  | 59                            |
| Женски | 87                        | 8                             | 0                                    | 9                    | 9                             |
| УКУПНО | 309                       | 15                            | 0                                    | 113                  | 68                            |
| Пол    | Производња и снабдевање   | Грађевинарство                | Трговина                             | Хотели и ресторани   | Саобраћај, складиштење и везе |
| Мушки  | 7                         | 2                             | 4                                    | 0                    | 14                            |
| Женски | 2                         | 0                             | 8                                    | 11                   | 0                             |
| УКУПНО | 9                         | 2                             | 12                                   | 11                   | 14                            |
| Пол    | Финансијско посредовање   | Некретнине                    | Државна управа и одбрана             | Образовање           | Здравствени и социјални рад   |
| Мушки  | 0                         | 3                             | 4                                    | 5                    | 2                             |
| Женски | 4                         | 2                             | 2                                    | 13                   | 10                            |
| УКУПНО | 4                         | 5                             | 6                                    | 18                   | 12                            |
| Пол    | Остале услужне активности | Приватна домаћинства          | Екстериторијалне организације и тела | Непознато            | Непознато                     |
| Мушки  | 0                         | 0                             | 0                                    | 11                   | 11                            |
| Женски | 6                         | 0                             | 0                                    | 3                    | 3                             |
| УКУПНО | 6                         | 0                             | 0                                    | 14                   | 14                            |

## Галерија
- Кривељ и околина
- Кривељски камен 2021
- Кривељ археолошки налаз
- Кривељ археолошки налаз посуда
- Венера са јабуком
- Венера са јабуком 1
- Кривељ рударски објекти
- Кривељ црква Св Тројице
- Кривељ панорама села
- Кривељ погони рудника Велики кривељ
- Кривељ насеље Бањица
- Кривељ панорама
- Кривељ и површински коп
- Кривељ рудник Церово
- Кривељски камен
- Кривељски камен у експлоатацији
- Кривељ површински коп
- Кривељ на ивици површинског копа
- Кривељска Бањица